# Lihula
Lihula (njem. Leal)  je grad u okrugu Läänemaa, zapadna Estonija. 
Lihula ima 1.614 stanovnika (od 2006.).
Dvorac Leal (sada Lihula) prvi put se spominje 1211. godine. To je bilo središte biskupije Saare-Lääne (Ösel-Wiek). Dana 8. kolovoza 1220. švedska vojska bila je poražena, u bitci za Luhulu, od Estonaca. Gradska prava Lihula dobiva 1993. godine.
U Lihuli je postojao spomenik u čast onih estonskih vojnika koji su se borili u njemačkoj vojsci protiv Sovjetskog Saveza tijekom Drugog svjetskog rata. Po nalogu tadašnjeg premijera Juhana Partsa, vlasti su uklonile spomenik. Od lipnja 2007. spomenik je u muzeju okupacije u Tallinnu.
Međunarodni Film Festival Matsalu se održava u Lihuli.

## Vanjske poveznice
|  | Zajednički poslužitelj ima još gradiva o temi Lihula |